# Sic
Sic (fra latin sic, "således") er et latinsk biord (adverbium). På skrift placeres det i klammeparenteser og skrives normalt i kursiv – [sic] – for at indikere at ukorrekt eller usædvanlig stavemåde, frase, tegnsætning og/eller andet foregående citeret materiale er gengivet ordret fra det citerede originale skrift og at det ikke er en transskriberingsfejl.

## Brug
'Sic' kan bruges til at vise at et usædvanligt eller gammeldags ord gengives tro mod originalen,[kilde mangler] som for eksempel i dette citat fra den amerikanske forfatnings artikel 1, sektion 2:
"The House of Representatives shall chuse [sic] their Speaker..."